# Nazionale femminile di pallacanestro dell'India
La nazionale femminile di pallacanestro dell'India è la rappresentativa cestistica dell'India ed è posta sotto l'egida della Federazione cestistica dell'India.

## Piazzamenti

### Campionati asiatici
- 1970 - 10°
- 1980 - 7°
- 1982 - 9°
- 1984 - 7°
- 1986 - 7°

- 1988 - 8°
- 1990 - 7°
- 1992 - 6°
- 1997 - 9°
- 2001 - 8°

- 2004 - 7°
- 2005 - 10°
- 2007 - 7°
- 2009 - 6°
- 2011 - 6°

- 2013 - 5°
- 2015 - 6°
- 2017 - 9°
- 2019 - 8°
- 2021 - 8°

### Giochi asiatici
- 1982 - 5°
- 2010 - 7°
- 2014 - 6°
- 2018 - 9°

## Formazioni

### Campionati asiatici
Campionato asiatico femminile di pallacanestro 20014 Singh, 5 Reniini, 6 Sunny, 7 Latha, 8 K. Rajalakshimi, 9 Sofi, 10 Cheriyan, 11 Chaudhari, 12 Lakra, 13 Maggon, 14 Chandra, 15 Paulduraj,        All. -
Campionato asiatico femminile di pallacanestro 20044 D. Singh, 5 R. Jose, 6 G. Jose, 7 Sam, 8 Gujar, 9 Hedge, 10 Pauldurai, 11 Shivegowon, 12 P. Singh, 13 Maggon, 14 Krishnappa, 15 S. Singh,        All. Abdul Hamid Khan
Campionato asiatico femminile di pallacanestro 20054 D. Singh, 5 Pauldurai, 6 Bala, 7 Sam, 8 Geethu, 9 Hedge, 10 Channegowda, 11 Badesha, 12 P. Singh, 13 Maggon, 14 Lakra, 15 S. Singh,        All. -
Campionato asiatico femminile di pallacanestro 20074 D. Singh, 5 Kirajit, 6 Jose, 7 Durai, 8 Dange, 9 A. Singh, 10 Channegowda, 11 Lakra, 12 Netam, 13 Sidhu, 14 P. Singh, 15 S. Singh,        All. -
Campionato asiatico femminile di pallacanestro 20094 A. Singh, 5 Ohlan, 6 Jose, 7 Paulduraj, 8 Prat. Singh, 9 H. Kaur, 10 Sidhu, 11 Lakshman, 12 Lakra, 13 Maggon, 14 Pras. Singh, 15 K. Kaur,        All. J.P. Singh
Campionato asiatico femminile di pallacanestro 20114 A. Singh, 5 Netam, 6 Jose, 7 Durai, 8 Sidhu, 9 Ohlan, 10 Radhakrishnan, 11 Limaye, 12 Maddu, 13 Subramani, 14 Pras. Singh, 15 Lakshman,        All. Pete Gaudet
Campionato asiatico femminile di pallacanestro 20134 Rajaganapathi, 5 Subramani, 6 Jose, 7 Durai, 8 Dange, 9 Kaur, 10 Sidhu, 11 Limaye, 12 Skaria, 13 Nixon, 14 Pras. Singh, 15 Radjakrishnan,        All. Francisco García
Campionato asiatico femminile di pallacanestro 20154 Geetha, 6 Nixon, 8 Subhashmon, 10 Radhakrishnan, 11 Akula, 13 Skaria, 14 Limaye, 18 Mahesha, 22 Muralinath, 33 Rajaganapathi, 77 Paul Durai, 88 Tudu,        All. Francisco García
Campionato asiatico femminile di pallacanestro 20174 Geetha, 5 Sonkar, 6 Sidhu, 7 Paul Durai, 8 Merlin Varghese, 9 Kaur, 10 Udayakumar, 11 Akula, 12 Rajaganapathi, 13 Skaria, 14 Limaye, 15 Chaturvedi,        All. Zoran Višić
Campionato asiatico femminile di pallacanestro 20194 Geetha, 5 Sonkar, 6 Nixon, 7 Mahesha, 8 Arvind, 9 Kumari, 10 Udayakumar, 12 Rajaganapathi, 13 Skaria, 14 Limaye, 15 Kaur, 19 Kokkalera,        All. Zoran Višić
Campionato asiatico femminile di pallacanestro 20214 Yadav, 5 Arvind, 6 Nixon, 8 Kumar, 10 Udayakumar, 13 Chenganamattathil, 14 Limaye, 16 Mohan, 18 Kumar, 19 Kumari, 25 Masilamani,        All. Zoran Višić

### Giochi asiatici
Pallacanestro ai XVI Giochi asiatici4 A. Singh, 5 Netam, 6 Jose, 7 Pauldurai, 8 Prat. Singh, 9 Kaur, 10 Sidhu, 11 Rajguru, 12 Maddu, 13 Priyadharshini, 14 Pras. Singh, 15 Radhakrishnan,        All. -
Pallacanestro ai XVII Giochi asiatici4 A. Singh, 5 Priyadharshini, 6 Sidhu, 7 Radhakrishnan, 8 Kumari, 9 Nixon, 10 Poojamol, 11 Neenumol, 12 Akula, 13 Jeena, 14 P. Singh, 15 Lakshman,        All. Paco García
Pallacanestro ai XVIII Giochi asiatici4 Anjana, 5 Kaur, 6 Nixon, 7 Bhandavya, 8 Senthil Kumar, 9 Sidhu, 10 Kumari, 11 Prabahkara, 12 Rajaganapathi, 13 Jeena, 14 Limaye, 15 Sharma,        All. Shiba Maggon

### Giochi del Commonwealth
Pallacanestro ai XXI Giochi del Commonwealth - Torneo femminile4 Geetha, 5 Sonkar, 6 Sidhu, 8 Merlin Varghese, 9 Kaur, 10 Udayakumar, 12 Rajaganapathi, 13 Skaria, 14 Limaye, 15 Menon, 18 Hemmige Mahesha, 19 Kumari,        All. Zoran Višić